# ماریون دافرسن (۱۹۹۵)
ماریون دافرسن (۱۹۹۵) (به انگلیسی: Marion Dufresne (1995)) یک کشتی است که طول آن 120.50 metres می‌باشد. این کشتی در سال ۱۹۹۵ ساخته شد.